# Northern Ireland Ladies Open
Het Northern Ireland Ladies Open was een eenmalig golftoernooi voor vrouwen in Noord-Ierland, dat deel uitmaakte van de Ladies European Tour. Het vond van 1 tot 3 juni 2007 plaats op de Hilton Templepatrick Hotel & Country Club in de hoofdstad Belfast.
Het toernooi werd gespeeld in een strokeplay-formule van drie ronden en na de tweede ronde werd de cut toegepast.

## Winnares
| Jaar | Winnares     | Score | Score | Info                               |
| ---- | ------------ | ----- | ----- | ---------------------------------- |
| 2007 | Lisa Hall po | 214   | –2    | Won de play-off van Gwladys Nocera |

| po = winnares na play-off |